# Soyouz TM-19
50° 54′ N, 64° 36′ E

## Équipage
Décollage :
- Youri Malenchenko (1) (Commandant de bord)
- Talgat Musabayev (1) (Ingénieur de vol)

Atterrissage :
- Youri Malenchenko (1)
- Talgat Musabayev (1)
- Ulf Merbold (2) d'Allemagne

## Points importants
19e expédition vers Mir.